# Twice2
Twice2 è il secondo album di raccolta del girl group sudcoreano Twice, pubblicato il 6 marzo 2019.

## Tracce
1. Likey (Japanese ver.) – 3:29
2. Heart Shaker (Japanese ver.) – 3:08
3. What Is Love? (Japanese ver.) – 3:30
4. Dance the Night Away (Japanese ver.) – 3:03
5. Yes or Yes (Japanese ver.) – 4:01
6. Likey – 3:29
7. Heart Shaker – 3:08
8. What Is Love? – 3:30
9. Dance the Night Away – 3:03
10. Yes or Yes – 4:01

## Classifiche

### Classifiche settimanali
| Classifica (2019) | Posizione massima |
| ----------------- | ----------------- |
| Giappone          | 1                 |

### Classifiche di fine anno
| Classifica (2019) | Posizione |
| ----------------- | --------- |
| Giappone          | 6         |